# Amanda Somerville
Amanda Somerville (7 maart 1979) is een Amerikaanse singer-songwriter en zangcoach, die vooral bekend is van haar werk met veel Europese symfonische-metalbands. Haar stem heeft een extreem bereik van tenor tot sopraan, hoewel ze zelf zegt dat ze meer het bereik heeft van een alt.

## Persoonlijk leven
Somerville is getrouwd met de Nederlandse gitarist Sander Gommans (bekend van o.a. After Forever, HDK en Magic-O-Metal), met wie ze drie dochters heeft.

## Discografie

### Solo
Albums
- In the Beginning There Was... (2000)
- Windows (2009)

Ep's
- Blue Nothing (2000)
- Never Alone (2003)

### Aina
- Days of Rising Doom (2003)

### HDK
- System Overload (2008)
- Serenades of the Netherworld (2014)

### Kiske/Somerville
Albums
- Kiske/Somerville (2010)
- City of heroes (2015)

Ep's en singles
- Silence (2010)

### Trillium
- Alloy (2011)

### Exit Eden
- Rhapsodies in Black (2017)

## Samenwerkingen
- After Forever
- Aina
- Andre Matos
- Asrai
- Avantasia
- Ayreon  (Arjen Lucassen)
- The Boyscout
- Docker's Guild
- Edguy
- Epica
- HDK
- Kamelot
- Luca Turilli
- Mob Rules
- Shaman
- Virgo
- Sebastien
- Serenity
- DesDemon
- MaYaN
- Soulspell Metal Opera
- PelleK
- Amadeus Awad's EON